# Крупин, Миша
Михаил Семёнович Крупин (укр. Михайло Семенович Крупін; род. 4 мая 1981, Харьков), более известный как Миша Крупин — украинский рэп-исполнитель, певец, солист группы «Коррупция».

## Биография
Михаил родился 4 мая 1981 года в городе Харьков. Мама инженер, растила сына сама.
Карьеру певец приступил ещё в раннем детстве: пел песни в магазине, а за это получал награду в качестве сладостей. Затем у Миши обнаружили музыкальный слух, и парень пошел в музыкальную школу по классу скрипки. После выпуска продолжил обучение в музыкальном училище сначала по специальности эстрадного вокала, а затем все же вернулся в скрипку.
В училище встретил единомышленников — Костю «Котю» Жуйкова, Дилю (группа «ТНМК») и Блэка (группа «Убитые рэпом», теперь «У.еР.Асквад»).
Занятия классической музыкой не помешали ему погрузиться с головой в рэп-индустрию и в 20 лет собрать серьёзный музыкальный проект «Дядя Вася». Однако начальным источником, пробудившим интерес к данной музыке, сам музыкант называет группировку «Вне закона» и фестиваль «Индахаус», на сцене которого выступал Блэк.
От Блэка Миша получил первое прозвище Туман, поскольку ничего не понимал в рэпе.
Затем Блэк и Жуйков помогали в записи музыки и в организации выступлений для него. Позже Крупин создал коллектив под названием cddtribe. Ему на смену и пришел «Дядя Вася».
Дальше были места в хит-парадах. Трек «Старик» назвали шлягером года.
Занимался написанием песен на заказ, в том числе один из хитов — «Авокадо» группы NikitA.
В 2006 году Миша-Туман задался целью продать альбом «Дяди Васи» в Киеве. Попал на концерт рэпера Смоки Мо, там попросил вернуть старый долг. Эти 50 долларов Крупин называет «фартовыми», потому что с ними начали поступать многие заказы от других исполнителей.
В 2007 году начал сотрудничество с продюсером Юрием Бардашем.
В период с 2008 по 2010 год работал в России, писал для российского музыкального рынка и жил на три города: Харьков, Киев, Москва.
В 2019 году создана группа «Коррупция».
В 2019 году выходит дебютный альбом «Журавли». Вместе с альбомом выходит хит «Красный бархат» и перевыпуск хита «Облака».
В 2021 году Миша Крупин и группа Коррупция в своем всеукраинском туре сыграли 28 концертов всего за 25 дней. Завершили эпохальный тур «Красный бархат» 5 выступлениями в Киеве всего за 3 дня, в концертном зале Freedom Hall. К слову, LIVE этого концерта стал ТОП-релизом сентября от Apple Music.
В начале 2022 года группа «Коррупция» стала номинантом на премию YUNA в номинации «Лучшая поп-группа»

## Гражданская позиция
С начала полномасштабного вторжения России на Украину, музыкант сразу выразил свою проукраинскую гражданскую позицию, перешел на украинский язык в быту и творчестве. Осудил и категорически прекратил сотрудничество с Юрием Бардашем, придерживающегося пророссийской стороны.
Также, с первых дней вторжения России на Украину, Миша Крупин занимается волонтерством и военной помощью: доставляет гуманитарную помощь в Харьков, покупает автомобили для военных на харьковском направлении и дает благотворительные концерты.

## Дискография

### В составе группы «Коррупция»

#### Альбомы
- 2019 — «Журавли» (Студийный альбом; переиздан на LP в 2021 году[3])[4]
- 2021 — «В красном бархате» (Концертный альбом, записан на концерте в Киеве)[5]

#### Синглы
- 2020 — «Облака»[6]
- 2020 — «Институтка»[7]
- 2020 — «Цветомузыка»[8]
- 2021 — «Крупье»[9]
- 2021 — «Милиционер»[10]
- 2022 — «Метёт»[11]
- 2022 — «Світло»
- 2023 — «До краю світу»

### Сольное творчество

#### Синглы

##### В качестве ведущего исполнителя
- 2013 — «Настоящая Любовь»[12]
- 2014 — «Яна» (при участии Гуфа)[13]
- 2014 — «Ты знаешь»[14]
- 2016 — «12 калибр»[15]
- 2018 — «По-братски»[16]
- 2021 — «Список Forbes» (совместно с Алексеем Костылевым)[17]
- 2022 — «Дон»[18]
- 2022 — «Виски со льдом»[19]
- 2022 — «Їбаште»[20]
- 2022 — «У нашому місті»[21]
- 2022 — «Палає»[22]

##### В качестве приглашённого исполнителя
- 2012 — «#Давайдосвидания» (Тимати при участии L’One, ST, Nel Marselle, Jenee, 5 Плюх и Миши Крупина)[23]
- 2013 — «Cappuccino» (Bess при участии Миши Крупина)[24]
- 2021 — «1000» (Detsl aka Le Truk при участии DJ Nik One, Миши Крупина и МЕЗЗА)[25]

#### Гостевое участие
- 2010 — 2010 («На волне») (V-Style при участии Миши Крупина)[26]
- 2011 — «От любви до ненависти» («Тёмные очки») (C4 при участии Смоки Мо, Mezza Morta, Миши Крупина, Big D, Bess, Big, 5 плюх)[27]
- 2011 — «proDucktion кассета» («Шалава») (DJ Nik One при участии Миши Крупина)[28]
- 2013 — «Не спеша» («Рэй Бэны») (Nel при участии Миши Крупина)[29]
- 2013 — Do Only Good Beats («Vot Tak!») (Dj Vag при участии Миши Крупина)[30]
- 2014 — «Azbuka Morze» («Женщина») (Мот при участии Миши Крупина)
- 2015 — «На реальных событиях» («Великий многоликий») (Rigos и BluntCath при участии Миши Крупина)[31]
- 2016 — «Джига» («Земля») (Джиган при участии Миши Крупина и King Mozi)[32]
- 2016 — Ikra («Не прав») (Slimus при участии Миши Крупина)[33]
- 2020 — «Рояль в кустах» («Не Прав (Remix)») (Slimus при участии Миши Крупина)[34]
- 2021 — «Кейс, ч.2» («Слёзы девичьи» / «Патрон») (Lojaz при участии Don Drew и Миши Крупина)[35]